# Schoenoplectus triqueter
Schoenoplectus triqueter (куга тригранна як Scirpus triqueter) — вид трав'янистих рослин з родини Осокові (Cyperaceae), поширений в Євразії, Єгипті, ПАР, Мадейрському архіпелазі.

## Опис
Багаторічна рослина 50–100 см. Стебло сизе, м'яке, тупо-З-гранне. Верхні колоски в суцвітті сидячі, нижні — на ніжках, поодинокі або в пучках. Навколоцвітні щетинки коротші від горішка. Горішок гладенький, лінзоподібний, 2–3 мм завдовжки. 2n = 40, 42.

## Поширення
Поширений у Євразії, Єгипті, ПАР, а. Мадейра; інтродукований до штатів Орегон та Вашингтон.
В Україні вид зростає по берегах на мулистому ґрунті — у Закарпатті, Лісостепу (в долині Дністра), Степу (пониззя Дністра і Дніпра), зрідка.